# Stanisław Padykuła
Stanisław Jan Padykuła (ur. 6 maja 1946 w Mielcu, zm. 12 lipca 2001 w Puerto Cabello) – polski polityk, urzędnik państwowy, inżynier, poseł na Sejm X kadencji (1989–1991).

## Życiorys
Ukończył w 1973 studia na Wydziale Mechanicznym Politechniki Krakowskiej. W 1965 został zatrudniony w Wytwórni Sprzętu Komunikacyjnego „PZL-Mielec”, od 1974 jako kierownik sekcji technologicznej. W latach 1974–1979 był delegatem Polski w grupie specjalistów sekcji 7 stałej Komisji Maszynowej Rady Wzajemnej Pomocy Gospodarczej, zajmującej się problematyką konstrukcji i badań samochodów izotermicznych. W okresie 1979–1981 był kierownikiem Działu Planowania Technicznego, a od 1981 do 1986 (z przerwą w okresie stanu wojennego) przewodniczącym rady pracowniczej w swoim zakładzie pracy. Później był asystentem dyrektora w tym zakładzie.
Od 1981 był członkiem Klubu Inteligencji Katolickiej w Mielcu, pełnił funkcję wiceprezesa tej organizacji. W 1989 został posłem na Sejm X kadencji z okręgu mieleckiego z ramienia Komitetu Obywatelskiego. W Sejmie należał do Obywatelskiego Klubu Parlamentarnego, w 1990 wstąpił także do Porozumienia Centrum. Od 23 stycznia 1991 do 29 lipca 1991 oraz od 6 stycznia 1992 do 31 grudnia 1996 był podsekretarzem stanu przemysłu i handlu w kolejnych rządach, później do 1997 pracownikiem tego resortu. Po powołaniu rządu Jerzego Buzka objął stanowisko wiceprezesa Agencji Rozwoju Przemysłu. W latach 1990–1997 był prezesem mieleckiej Fundacji S.O.S. „Życie”.
Zginął w katastrofie lotniczej w Wenezueli w trakcie podróży służbowej. Został pochowany na cmentarzu Wilanowskim w Warszawie. W 2011 na terenie Specjalnej Strefy Ekonomicznej Euro-Park Mielec odsłonięto tablicę upamiętniającą ofiary katastrofy w Wenezueli, w której poniósł śmierć.

## Odznaczenia
- Krzyż Kawalerski Orderu Odrodzenia Polski (2001, pośmiertnie)[3]
- Srebrny Krzyż Zasługi (1987)